# Liège-Bastogne-Liège 1998
La 84e édition de Liège-Bastogne-Liège a eu lieu le dimanche 19 avril 1998, entre Liège et Ans. Elle a été remportée pour la deuxième fois consécutive par l'Italien Michele Bartoli de nouveau devant Laurent Jalabert. L'Italien Rodolfo Massi complète le podium.

## Déroulement de la course
Une échappée matinale de neuf coureurs a compté jusqu'à 9 minutes d'avance sur le peloton emmené par les équipiers des favoris avant d'être reprise. A 90 km de l'arrivée, le Russe Evgueni Berzin, ancien lauréat de la classique en 1994, sort du peloton et porte son avance jusqu'à 3 minutes. Il passe encore en tête au sommet de la côte de la Redoute mais son avance s'amenuise. Dans cette côte, l'Italien Michele Bartoli, vainqueur de l'édition précédente, place une attaque. Il est suivi dans un premier temps par le Français Laurent Jalabert puis le duo est rattrapé par le Belge Frank Vandenbroucke, le Suisse Laurent Dufaux, le Néerlandais Michael Boogerd et les Italiens Rodolfo Massi et Francesco Casagrande. Dans les derniers hectomètres de la côte du Sart-Tilman, Evgueni Berzin, qui résistait de son mieux, est finalement repris et dépassé par Michele Bartoli qui venait de lâcher ses compagnons d'échappée. L'Italien accroît régulièrement son avance lors de la descente vers la vallée de la Meuse puis lors de la montée de la côte de Saint-Nicolas et se présente seul à l'arrivée à Ans. Laurent Jalabert, qui finit par s'extirper du groupe des poursuivants, termine deuxième.

## Classement final
| Pos. | Coureur              | Pays     | Temps           |
| ---- | -------------------- | -------- | --------------- |
| 1    | Michele Bartoli      | Italie   | 6 h 37 min 29 s |
| 2    | Laurent Jalabert     | France   | + 1 min 13 s    |
| 3    | Rodolfo Massi        | Italie   | + 1 min 21 s    |
| 4    | Francesco Casagrande | Italie   | + 1 min 21 s    |
| 5    | Michael Boogerd      | Pays-Bas | + 1 min 21 s    |
| 6    | Frank Vandenbroucke  | Belgique | + 1 min 35 s    |
| 7    | Andrea Peron         | Italie   | + 1 min 44 s    |
| 8    | Mauro Gianetti       | Suisse   | + 1 min 47 s    |
| 9    | Maarten den Bakker   | Pays-Bas | + 1 min 47 s    |
| 10   | Laurent Dufaux       | Suisse   | + 2 min 04 s    |